# Кричим
Кричим (болг. Кричим) — город в Болгарии. Находится в Пловдивской области, входит в общину Кричим. Население составляет 8109 человек (2022).

## Географическое положение
Находится на берегу реки Выча.

## История
В соответствии с 1-м пятилетним планом развития народного хозяйства НРБ у железнодорожной станции Кричим был построен первый в Болгарии лесохимический комбинат.

## Политическая ситуация
Кмет (мэр) общины Кричим — Атанас Стефанов Калчев (инициативный комитет) по результатам выборов в правление общины.